# Consejo Nacional de la Cultura
El Consejo Nacional de la Cultura (CONAC) fue un instituto autónomo creado en 1975, en un principio adscrito a la Secretaría de la Presidencia de la República de Venezuela, para coordinar y ejecutar las políticas vinculadas a las artes y la acción cultural de Venezuela. Su presidente tuvo la figura de ministro de Estado para la Cultura hasta 2001. Entre las funciones que desempeñaba el Conac se encontraban promover discusión sobre temas culturales, garantizar la adecuada distribución de recursos destinados a la acción artística, promover la investigación en torno al tema, difundir la diversidad cultural del país, entre otras. Esta instancia fue eliminada en 2008.
El Consejo Nacional de la Cultura fue una de las ocho plataformas del Ministerio del Poder Popular para la Cultura.

## Historia
Según sus estatutos su misión era:
"promover la participación de las comunidades en la activación de los procesos culturales a través de la investigación, formación, producción de conocimiento, divulgación y organización en función del desarrollo endógeno local, para garantizar los valores de solidaridad, corresponsabilidad, calidad de vida y lograr el bienestar humano en una sociedad democrática y protagónica".
El primer organismo histórico encargado del tema cultural en Venezuela fue el Instituto Nacional de Bellas Artes en 1877, el cual estaba dirigido por el General Ramón de la Plaza. El 4 de abril de 1936 se crea la Secretaría de Cultura y Bellas Artes, adscrita al Ministerio de Instrucción Pública. El 16 de septiembre de 1939 se crea en el Ministerio de Educación Nacional, cuya Dirección de Cultura se ocupa de los establecimientos y servicios culturales. Existe un desarrollo paralelo por parte del Ministerio de Trabajo, el cual crea en 1938 el Servicio de Cultura y publicidad.
El 28 de diciembre de 1966, se decreta la creación del Instituto Nacional de Cultura y Bellas Artes (INCIBA), instituto autónomo con patrimonio propio y distinto del Fisco Nacional que estaba adscrito al Ministerio de Educación. Su propósito era unificar y coordinar la acción cultural del Estado. En 1972, con el objetivo de relevar al Ministerio de Educación de las obligaciones del INCIBA, el Instituto de Investigaciones Científicas, el Instituto de Deportes y otros organismos culturales y deportivos de Venezuela, se crea el Ministerio para la Juventud, la Ciencia y la Cultura.
El 26 de marzo de 1974, se designa una Comisión Organizadora del Consejo Nacional de la Cultura, CONAC, el cual se crea el 29 de agosto de 1975. Su figura es de instituto autónomo adscrito a la Presidencia de la República, cuyo fin es estudiar, planificar, coordinar y ejecutar todo lo relacionado con las humanidades, las artes y las ciencias sociales, así como, garantizar una adecuada y permanente investigación, planificación y evaluación de su propia acción cultural. También asesorar y cooperar con los demás órganos de los Poderes Públicos nacionales, estadales y municipales y capacitar personal especializado en el sector cultura. Posteriormente en 1977, el CONAC pasa a estar adscrito al Ministerio de la Secretaría de la Presidencia.
En el período 1977-1995 se dictaron un conjunto de Leyes y Decretos que sentaron las bases de algunos entes tutelados y adscritos al CONAC, incluyendo:
- 1977 - Ley de Instituto Autónomo de Biblioteca Nacional y de Servicios de Biblioteca.
- 1983 - Ley de la Academia Nacional de Ciencias Económicas.
- 1993 - Ley de Reforma Parcial de la Ley sobre el Derecho de Autor.
- 1993 - Ley de Depósito Legal en el Instituto Autónomo Biblioteca Nacional.
- 1993 - Ley de Protección y Defensa del Patrimonio Cultural.
- 1993 - Ley de Fomento y Protección al Desarrollo Artesanal.
- 1993 - Ley de Cinematografía Nacional.
- 1995 - Ley sobre la Zona Libre Cultural, Científica y Tecnológica del estado Mérida.

Entre 1975 y 2001, existió la figura de Ministro de Estado para la Cultura - Presidente del CONAC, Ministro sin cartera. En 1999, queda adscrito al Ministerio de Educación, Cultura y Deportes. Siguiendo el proceso de reorganización del Estado del gobierno de Hugo Chávez Frías, en el 2004, se crea la figura de, Ministro de Estado para la Cultura, y se adscribe el CONAC y sus entes tutelados y adscritos a fin de asesorar al Presidente de la República en lo relativo a la cultura.
Dijo entonces el primer ministro de Cultura Francisco Farruco Sesto:
“Al crearse en el año 2005 el Conac perdió de manera absoluta su razón de ser, porque en el marco de la refundación institucional, no tenía organismos adscritos sobre los cuales ejercer la rectoría. Es por ello que estos organismos pasan a ser tutelados por el Ministerio del Poder Popular para la Cultura”.
“Los intentos de salvarlo como organización ya no tenían sentido. Ya es historia, la hizo a su manera. No vamos a llorar por el Conac, el Conac cumplió su función, estuvo al servicio de un concepto de gerencia de la cultura, respondía a una época y esa época caducó ya hace tiempo”.

## Objetivos
Según sus estatutos, los objetivos del Consejo Nacional de la Cultura son:
1. Consolidar espacios de diálogo y concertación con las comunidades para promover la discusión de la acción cultural en el ámbito local.
2. Favorecer la participación, la inclusión social y la equidad en los procesos de organización y distribución de los recursos.
3. Establecer estrategias informativas y comunicativas con sentido sociopolítico e ideológico que fortalezcan la formación del nuevo ciudadano y ciudadana y permitan la socialización de los acervos de las comunidades.
4. Promover en función de las políticas culturales públicas la formación sociopolítica y la organización de nuevas estructuras participativas en el territorio nacional.
5. Favorecer la libre y pluralista creación de valores culturales que garanticen el reconocimiento de la diversidad de expresiones presentes en el territorio nacional.
6. Garantizar una adecuada y permanente investigación, planificación y evaluación de la acción cultural pública en las comunidades.
7. Diseñar y facilitar los mecanismos que permitan a la ciudadanía ejercer la contraloría social sobre la inversión cultural en el territorio nacional.
8. Establecer los lineamientos y contenidos de los proyectos del desarrollo endógeno cultural en cada entidad federal.
9. Propiciar las relaciones interinstitucionales que faciliten la activación de los procesos culturales en el ámbito local.
10. Establecer sinergia entre los diferentes niveles de gobierno y las comunidades para atender sus demandas y necesidades y contribuir al mejoramiento de la calidad de vida cultural de los ciudadanos y ciudadanas.
11. Facilitar mecanismos para la conformación de redes que contribuyan a consolidar el tejido sociocultural en el territorio nacional.
12. Elevar cualitativa y cuantitativamente el nivel de conocimiento del pueblo sobre la diversidad y desarrollo cultural en un país multiétnico y pluricultural como se expresa en la Constitución de la República Bolivariana de Venezuela, mediante un proceso que pueda ser seguido y medido con indicadores.
13. Facilitar la realización de acuerdos interinstitucionales, nacionales, regionales, municipales e internacionales para viabilizar y potenciar la acción cultural de los proyectos a desarrollar.
14. Garantizar y profundizar la producción y difusión de la información cultural en el ámbito territorial.[6]